# Црква Светог Илије у Горњој Драгуши
Црква Св. Илије у Горњој Драгуши саграђена је на темељима једне старије, средњовековне цркве, у периоду од 1890. до 1893. У данашњем облику, у саставу је Српске православане цркве у Блачкој парохији која је у саставу Архијерејског намесништва косаничког у Еапрхији нишкој.
Црква је посвећена једном од највећих хришћанских светаца, пророку Илији, кога Српска православна црква и њени верници славе 20. јула по јулијанском, односно 2. августа по грегоријанском календару.

## Положај
Црква Св. Илије се налази на једном узвишењу између три засеока Горње Драгуше, Доње Драгуше и Мале Драгуше, која административно припадају општини Блаце и Топличком округу.
Географски положај
- Северна географска ширина: 43° 16′ 28"
- Источна географска дужина: 21° 21′ 23"
- Надморска висина: 391 m

## Степен и стање заштите
Црква је евидентирана као непокретно културно добро. У надлежности је Завода за заштиту споменика културе града Ниша, који води локални регистар, и брине о овом објекту.
Црква је последњи пут обновљен у периоду од 2000. до 2001. године, када је на храму промењен кров, унутрашњост храма и фасада. На цркву је постављено и ново звоно, а проширена је и стара црквена сала која се налази у порти храма.

## Историја
Према предању црква Св. Пророка Илије изграђена је на темељима једне старије средњовековне цркве, која је разрушен око 1737. године. Тихомир Ђорђевић пролазећи Топлицом записао је: 
„На четврт часа од села, на дивном брежуљку налази се драгушка Црква светог Илије, обновљена 1893. године на месту старе црквине. Кад је Драгуша опустела, онда је и стара Црква запустела и на место ње подитао се леп забран, који су Арнаути звали црквени забран. У црквени забран нису смели никако дирати, јер се вероваше, да ко y њега дирне тај мора полудети. Кад су Срби дошли у Драгушу, тада им Арнаути, који су долазили ради продаје својега имања, казаше да ту има црквина. Око Цркве има и надгробног камења.“
Црква је у периоду од 1890. до 1893. године обновљена захваљујући добровољним прилозима локалног грађанства и уз материјалну подршку краља Александра I Обреновића.
Да је на овом месту била старија грађевина, указују откривени надгробни споменици у порти данашње цркве, који датирају још из 14. и 15. века.
Мало освећење храма и црквене сале извршио је епископ нишки господин Јован 25. августа 2013. године.

## Изглед грађевине
Црква је једнобродна грађевину, правоугаоне основе са звоником на западу и полукружном олтарском апсидом на истоку. Фасада је без украса, а унутрашњост цркве краси дрвени иконостас, велики стаклени полијелеј и две спомен плоче.
У згради која се налази северно од цркве пронађена је амвонска розета, урађена од једног комада камена са плитким линеарним урезом. Претпоставка је да потиче из 19. века и да је припадала првобитној цркви.
Фрескодекорација
Црква није живописана.